# Mademoiselle Grandval
Marie-Geneviève Dupré, dite Mademoiselle Grandval, est une actrice française née le 25 octobre 1711 et morte le 9 août 1783 à Paris.

## Biographie
Elle débute à la Comédie-Française en 1734. 
Sociétaire de la Comédie-Française en 1734. 
Retraitée en 1760.